# Rio Groapa Balmezului
O Rio Groapa Balmezului é um rio da Romênia, afluente do Balmez, localizado no distrito de Gorj.